# Distretto di Vizianagaram
Vizianagaram è un distretto dell'India di 2 245 103 abitanti. Capoluogo del distretto è Vizianagaram.

## Divisioni
Ci sono 2 divisioni Tributarie che si dividono in 34 mandals.
| VIZIANAGARAM DIVISION | PARVATHIPURAM DIVISION |
| --------------------- | ---------------------- |
| Bhogapuram            | Badangi                |
| Bondapalli            | Balijipeta             |
| Cheepurupalli         | Bobbili                |
| Dattirajeru           | Garugubilli            |
| Denkada               | Gummalaxmipuram        |
| Gajapathinagaram      | Jiyyammavalasa         |
| Gantyada              | Komarada               |
| Garividi              | Kurupam                |
| Gurla                 | Makkuva                |
| Jami                  | Pachipenta             |
| Kothavalasa           | Parvathipuram          |
| Lakkavarapukota       | Ramabhadrapuram        |
| Mentada               | Salur                  |
| Merakamudidam         | Seethanagaram          |
| Nellimarla            | Therlam                |
| Pusapatirega          |                        |
| Srungavarapukota      |                        |
| Vepada                |                        |
| Vizianagaram          |                        |